# Notozomus ingham
Espèce
Notozomus ingham est une espèce de schizomides de la famille des Hubbardiidae.

## Distribution
Cette espèce est endémique du Queensland en Australie,. Elle se rencontre vers Ingham et sur l'île Hinchinbrook.

## Description
La femelle holotype mesure 4,82 mm.
Le mâle décrit par Harvey en 2000 mesure 2,95 mm.

## Étymologie
Son nom d'espèce lui a été donné en référence au lieu de sa découverte, Ingham.

## Publication originale
- Harvey, 1992 : The Schizomida (Chelicerata) of Australia. Invertebrate Taxonomy, vol. 6, no 1, p. 77-129.